# WGRT
Koordinaten: 43° 4′ 8″ N, 82° 28′ 48″ W
WGRT oder WGRT-FM (Branding: „ Great Music “; Slogan: „ Today’s Hits and Yesterday’s Favorites “) ist ein US-amerikanischer Hörfunksender mit einem Adult Contemporary-Sendeformat aus Port Huron im US-Bundesstaat Michigan. WGRT sendet auf der UKW-Frequenz 102,3 MHz. Eigentümer und Betreiber ist Port Huron Family Radio, Inc.